# Gustave Barrier (vétérinaire)
Pour les articles homonymes, voir Barrier et Gustave Barrier.
Gustave Joseph Victor Barrier, né le 25 mars 1853 à Baume-les-Dames et décédé le 22 janvier 1945 à Maisons-Alfort, est un médecin vétérinaire français.
Diplômé de l'École vétérinaire d'Alfort en août 1875, il en devient directeur de 1900 à 1911.
Il est promu commandeur de la Légion d'honneur en 1938.